# Commiphora angolensis
Commiphora angolensis är en tvåhjärtbladig växtart som beskrevs av Adolf Engler. Commiphora angolensis ingår i släktet Commiphora och familjen Burseraceae. Inga underarter finns listade i Catalogue of Life.